# Milestone (DOBERMAN INFINITYのアルバム)
『milestone』（マイルストーン）は、DOBERMAN INFINITYの1枚目の配信ミニ・アルバム。2023年6月23日にLDH Recordsから発売された。

## 概要
今作は、グループ結成10周年に向けてDOBERMAN INFINITYの前身グループ「DOBERMAN INC」の楽曲を手がけたプロデューサーBACHLOGIC氏を迎え、14年ぶりにD.Iの系譜で原点に立ち返り、「無限の可能性を広げ、次の目標にむけて進んでいく」というグループの“道標”となるような全6曲を収録。また、ジャケットデザインはメンバーのSWAYが手がけた、車に乗り目的地に向かうメンバー5人を思わせるデザインとなっている。
リード曲「Where we go」のミュージックビデオがYouTubeに公開された。ミュージックビデオはグループとして約10年、数々の経験を重ねながら活動する中で、目指している目的地や大切にしている芯の部分を1つの車に置き換え、メンバーが一丸となり力強く先に進んでいく姿を表現した映像に仕上がっている。

## 収録曲
| #         | タイトル                     | 作詞      | 作曲      | 時間  |
| --------- | ---------------------------- | --------- | --------- | ----- |
| 1.        | 「Where we go」              |           |           | 4:17  |
| 2.        | 「そんぐらいの事だぜ」       |           |           | 2:55  |
| 3.        | 「Get it」                   |           |           | 3:17  |
| 4.        | 「West Side Story」          |           |           | 4:08  |
| 5.        | 「OK All right / Fake Love」 |           |           | 4:17  |
| 6.        | 「Flying Spur」              |           |           | 4:47  |
| 合計時間: | 合計時間:                    | 合計時間: | 合計時間: | 23:41 |